# Kees Klok
Cornelis Aart (Kees) Klok (Dordrecht, 1951) is een Nederlands dichter, vertaler, historicus. Hij was daarnaast lange tijd werkzaam als senior-docent geschiedenis aan het Stedelijk Dalton Lyceum in Dordrecht. Na het schooljaar 2009-2010 heeft hij het onderwijs verlaten.
Hij studeerde af in de contemporaine geschiedenis aan de Universiteit Utrecht en specialiseerde zich in de geschiedenis van het moderne Griekenland, Cyprus en de omliggende regio. 
Hij debuteerde in 1969 als dichter in het Dordtse culturele tijdschrift BIJ. Hij is mede-oprichter van de stichting Produktiegroep Bobby Kinghe en was redacteur van de literaire tijdschriften Letteriek en Herman. Hij was ook lange tijd redacteur van het eind 2004 opgeheven literair kwartaalschrift Kruispunt. Hij is columnist bij het Griekenland Magazine en lid van het Nederlands Genootschap voor Nieuwgriekse Studies (NGNS).